# Ragnar Bragason
Pour les articles homonymes, voir Bragason.
Ragnar Bragason, né à Reykjavík (Islande) le 15 septembre 1971, est un réalisateur, scénariste et producteur de cinéma islandais.

## Biographie
Né à Reykjavík, Ragnar Bragason grandit dans le petit village des Westfjords. Il se passionne pour la musique métal. À la fin de son adolescence, il s'intéresse à la réalisation et commence à réaliser des courts-métrages et des clips, et il décide d’en faire son métier. 

## Filmographie partielle

### Au cinéma
- 2000 : Fíaskó
- 2001 : Villiljós  (épisode Aumingjaskápurinn)
- 2004 : Love Is In The Air (film documentaire)
- 2006 : Les Enfants (Börn)
- 2007 : Parents (Foreldrar)
- 2009 : Bjarnfreðarson
- 2013 : Málmhaus  (attaché)
- 2013 : Metalhead[2]
- 2020 : The Garden (Gullregn)

### À la télévision
- 1997 : Demi-frères (Fóstbræður) (série télévisée)
- 2005 : Les filles (Stelpurnar) (série télévisée)
- 2007 : Réveillon du Nouvel An 2007 (Áramótaskaup 2007)
- 2007 : La Ronde de Nuit (Næturvaktin) (série télévisée)
- 2008 : The Day Shift (Dagvaktin) (série télévisée)
- 2009 : Gardien de prison (Fangavaktin) (série télévisée)
- 2017 : Prisonniers (Fangar) (série télévisée)

## Récompenses et distinctions
- 2021 : Prix Edda du meilleur film, pour The Garden